# Lagothrix
Lagothrix là một chi động vật có vú trong họ Atelidae, bộ Linh trưởng. Chi này được É. Geoffroy miêu tả năm 1812. Loài điển hình của chi này là Lagothrix humboldtii É. Geoffroy, 1812 (= Simia lagothricha Humboldt, 1812).

## Hình ảnh

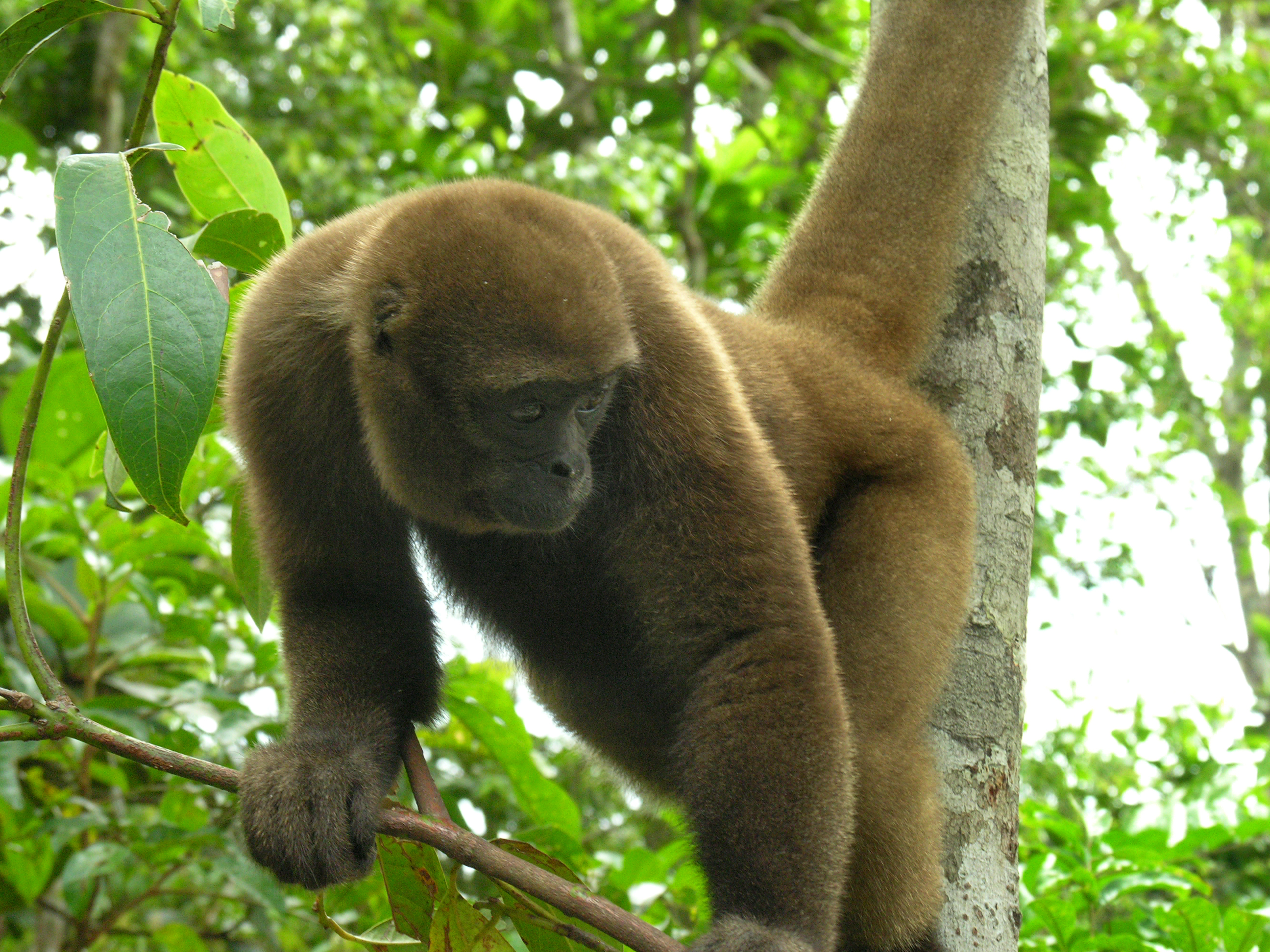
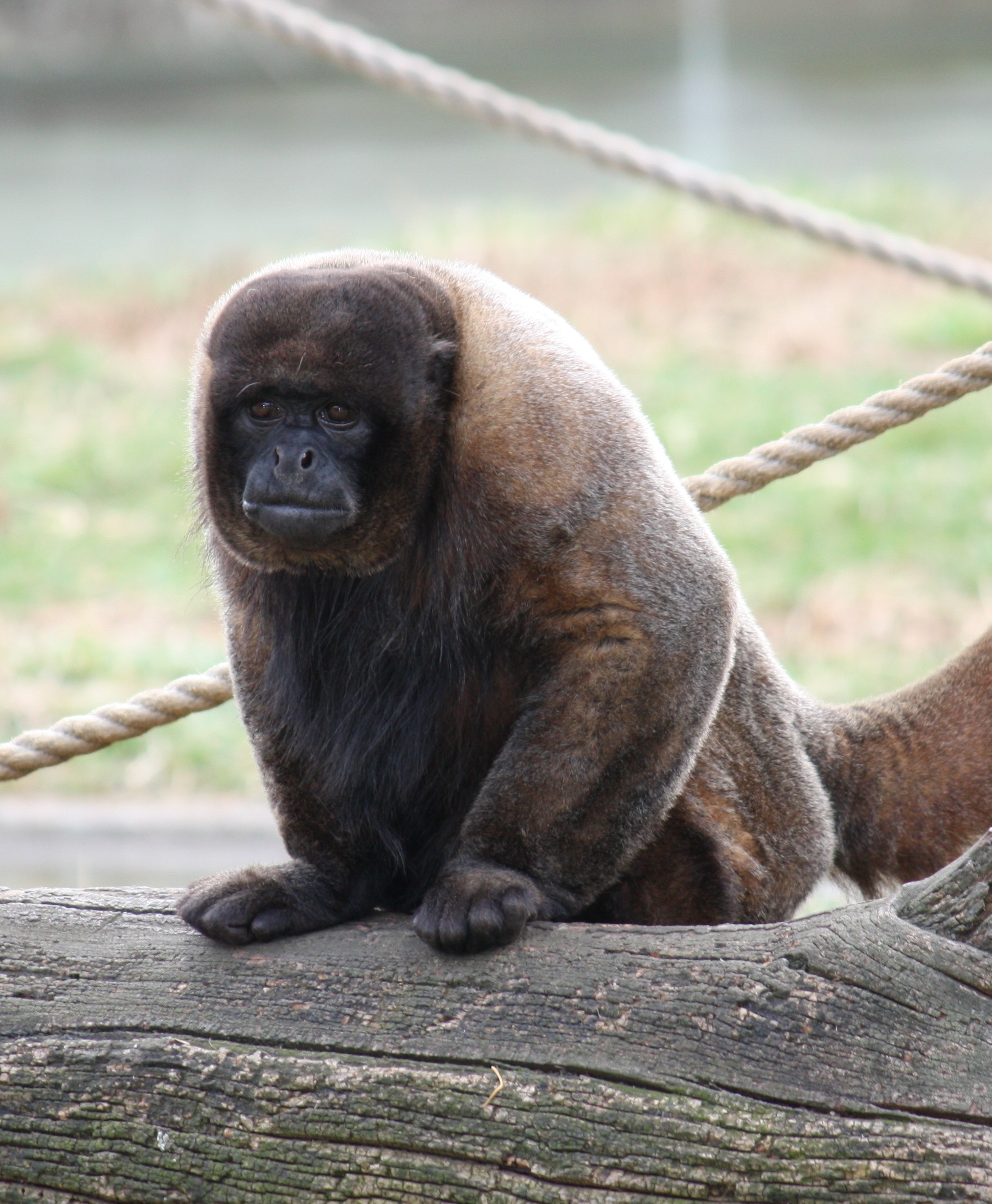
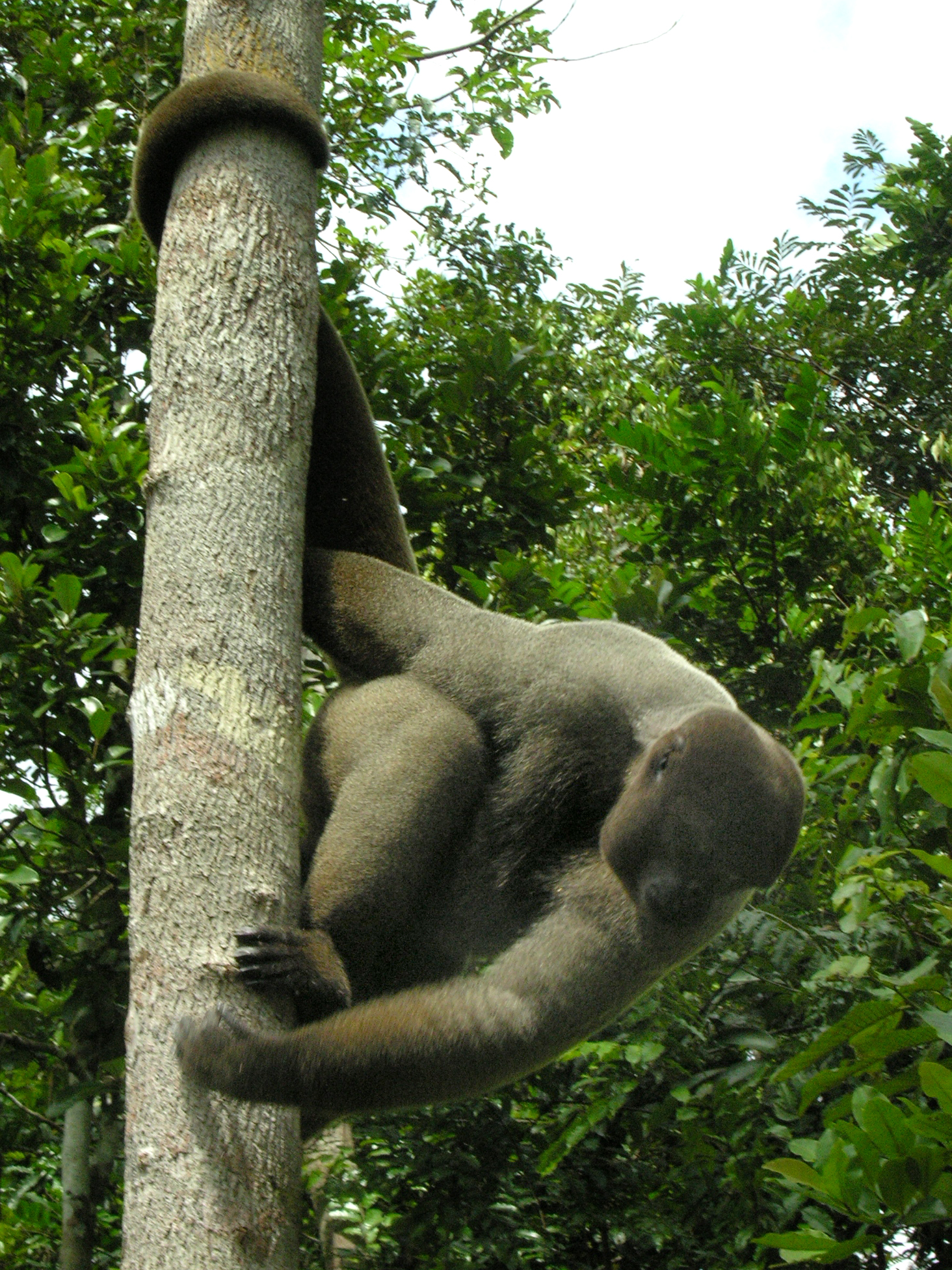
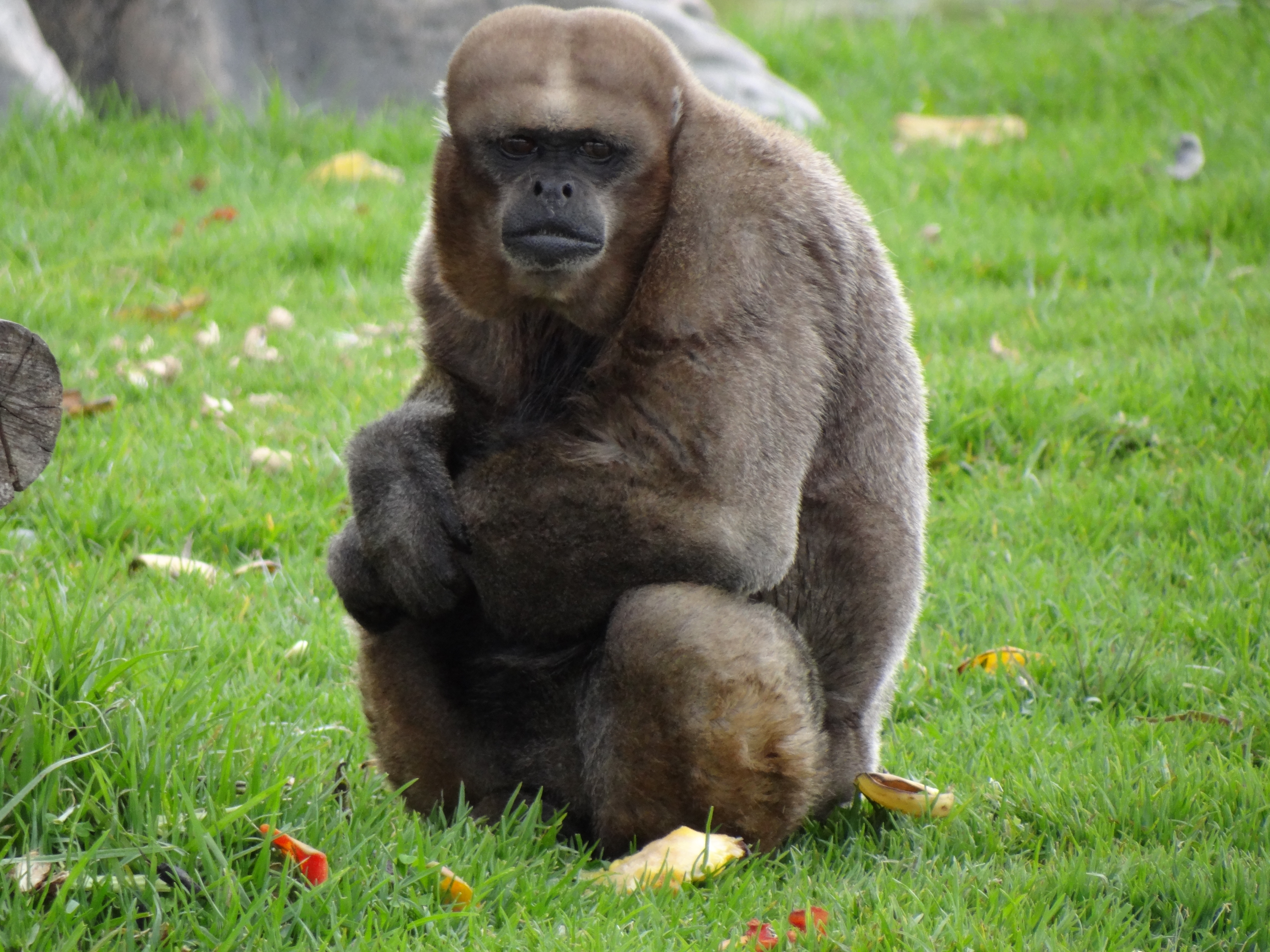

## Các loài
Chi này gồm các loài:
- Lagothrix lagotricha
- Lagothrix cana
  - L. c. cana
  - L. c. tschudii
- Lagothrix lugens
- Lagothrix poeppigii